# 布朗扎
布朗扎（法語：Blanzat，法語發音：[blɑ̃za]）是法国多姆山省的一个市镇，位于该省中部，省会克莱蒙费朗市区以北，属于克莱蒙费朗区。

## 地理
布朗扎（45°49'47"N, 3°4'41"E）面积6.96 平方千米，位于法国奥弗涅-罗讷-阿尔卑斯大区多姆山省，该省份为法国中南部省份，北起阿列省接壤，东临卢瓦尔省，南至上盧瓦爾省和康塔爾省，西接科雷兹省和克勒兹省。
与布朗扎接壤的市镇（或旧市镇、城区）包括：沙托盖、克莱蒙费朗、塞巴扎、迪尔托勒、马洛扎、诺阿南、萨亚。

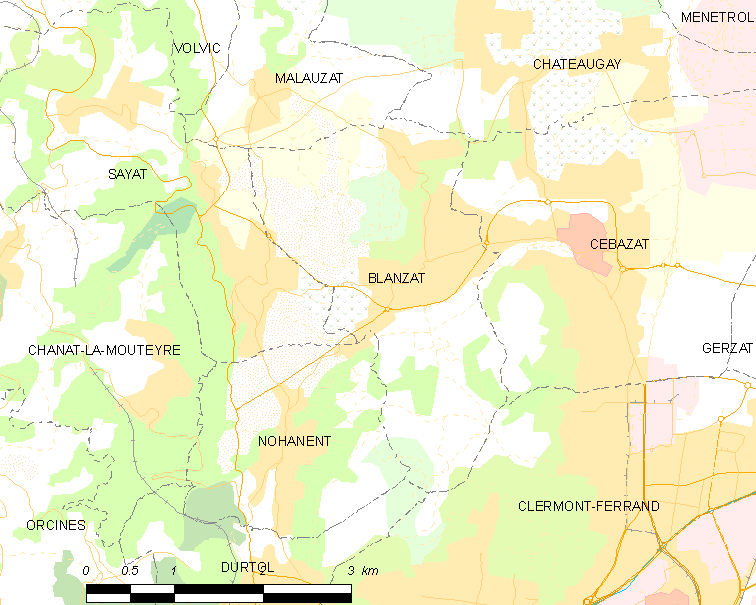
布朗扎的OSM定位图

布朗扎的时区为UTC+01:00、UTC+02:00（夏令时）。

## 行政
布朗扎的邮政编码为63112，INSEE市镇编码为63042。

## 政治
布朗扎所属的省级选区为塞巴扎县。

## 人口

1962-2008年间布朗扎人口变化图示

布朗扎于2022年1月1日时的人口数量为3729人。